# Bệnh viện tâm thần

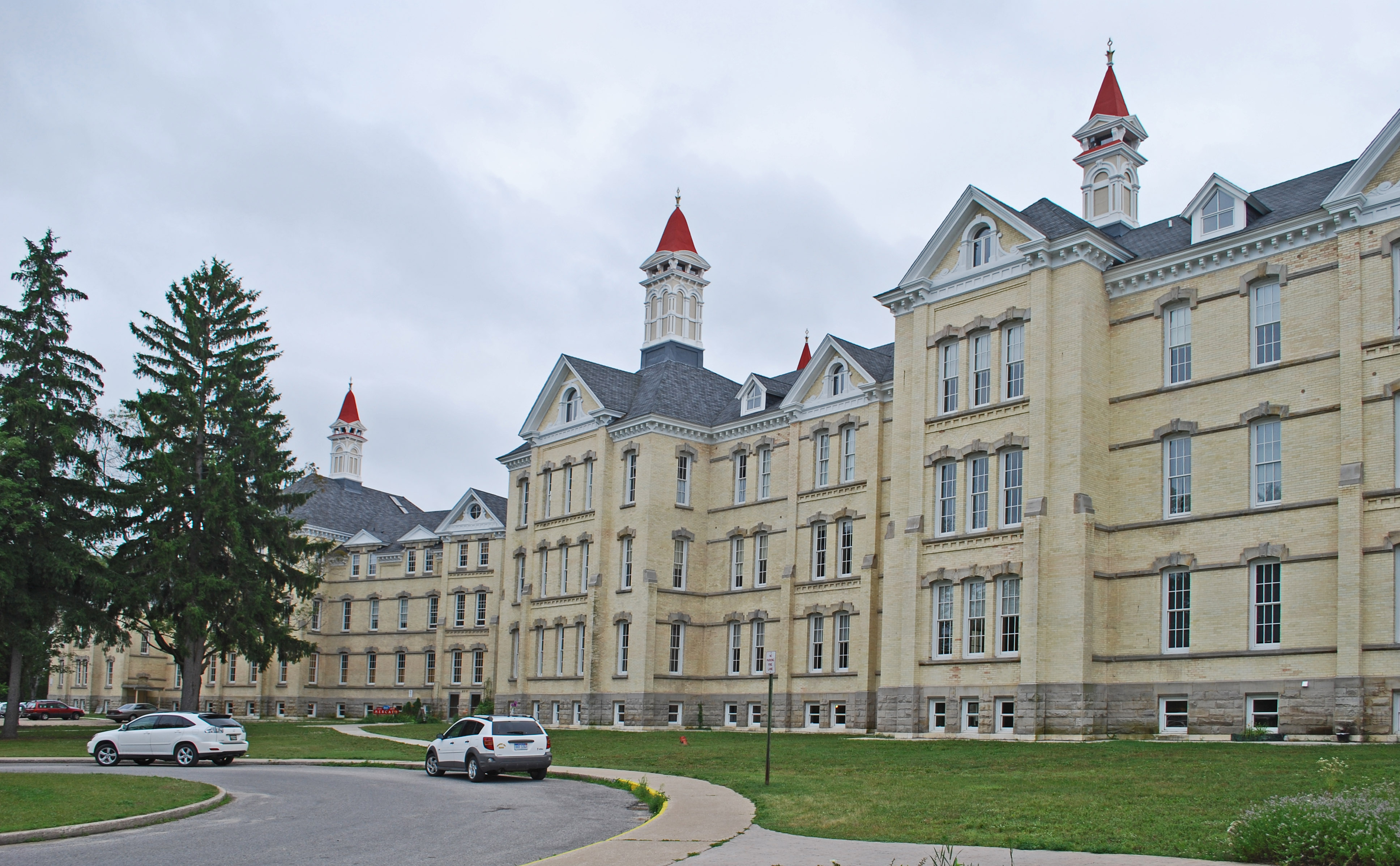
Bệnh viện tiểu bang thành phố Traverse, Traverse, Michigan.

Bệnh viện tâm thần (tiếng Anh: Psychiatric hospital, mental hospitals, mental asylums hoặc đơn giản là asylums) hay nhà thương điên là những bệnh viện hoặc phòng khám chuyên về điều trị những bệnh tâm thần nghiêm trọng như trầm cảm, tâm thần phân liệt và rối loạn lưỡng cực. Nhiều bệnh viện tâm thần khác nhau về quy mô và phân loại. Một số bệnh viện chỉ chuyên về trị liệu ngắn hạn hoặc ngoại trú cho những người bị bệnh nhẹ. Một số bệnh viện khác lại chuyên chăm sóc tạm thời hoặc lâu dài do bị rối loạn tâm lý, cần được hỗ trợ, điều trị thường xuyên hoặc một môi trường kiểm soát có chuyên môn cao. Bệnh nhân thường được chấp nhận theo một cam kết tự nguyện, nhưng đối với những người mà bác sĩ tâm thần tin rằng có thể gây nguy hiểm đáng kể cho bản thân họ hoặc người khác có thể phải tuân theo một cam kết không tự nguyện.
Nhiều bệnh viện tâm thần hiện đại đã phát triển, thay thế cho những bệnh xá tâm thần lâu năm. Việc điều trị người bệnh tại các bệnh xá tâm thần thời kì đầu đôi khi rất tàn nhẫn và tập trung vào ngăn chặn và kiềm chế. Với nhiều đợt cách tân liên tiếp và sự giới thiệu của phương pháp điều trị y học thực chứng rất hiệu quả, các bệnh viện tâm thần hiện đại đã dự phòng được tầm quan trọng chính trong việc chữa trị, và cố gắng giúp đỡ bệnh nhân kiểm soát cuộc sống của họ ở thế giới bên ngoài, bằng cách kết hợp thuốc tâm thần và tâm lý trị liệu.